# Rhodri Molwynog ap Idwal
Rhodri ap Idwal, Rodericus in latino e Roderick in inglese, detto anche Rhodri Molwynog (il Calvo e il Grigio) e Rhodri I (690 circa – 754 circa), è stato sovrano del Regno di Gwynedd dal 720 alla sua morte.
La data della sua salita al trono è controversa e oscilla tra il 712, il 720, il 722 e il 730. Comunque è quest'ultima la più probabile. 

La leggenda suggerisce che invase e, per un certo periodo, occupò la Dumnonia, da cui fu poi espulso ad opera dei Sassoni. Secondo altri, invece, egli si dedicò a rafforzare l'Anglesey, che, da questo periodo, divenne la roccaforte del regno. Quest'ipotesi è suggerita dal fatto che Æthelbald, re di Mercia, continuasse a premere sui regni gallesi. Ciò porta a credere che Rhodri fosse più portato ad assumere una politica più difensiva che offensiva, così da affrontare le incursioni che provenivano da Mercia e dagli altri principati anglosassoni. 

Rhodri sposò Margaret (figlia di Duplory), una principessa irlandese, che dette alla luce Cynan Dindaethwy. Trattandosi di un periodo un po' oscuro della storia del Gwynedd, non è del tutto chiaro chi sia salito sul trono dopo la morte di Rhodri (754). Il più probabile è Caradog ap Meirion, un lontano cugino, e non suo figlio (troppo giovane all'epoca), che sarebbe invece divenuto re solo dopo la morte di Caradog.